# Монтереј (Калифорнија)
Монтереј (енгл. Monterey) град је у америчкој савезној држави Калифорнија. По попису становништва из 2010. у њему је живело 27.810 становника.

## Демографија
Према попису становништва из 2010. у граду је живело 27.810 становника, што је 1.864 (6,3%) становника мање него 2000. године.
|                   | 2010.           | 2000.           |
| Укупно            | 27 810 (100,0%) | 29 674 (100,0%) |
| Белци             | 19 786 (71,15%) | 22 246 (74,97%) |
| Хиспаноамериканци | 3 817 (13,73%)  | 3 222 (10,86%)  |
| Азијати           | 2 204 (7,925%)  | 2 205 (7,431%)  |
| Остали            | 1 926 (6,926%)  | 1 252 (4,219%)  |
| Афроамериканци    | 77 (0,277%)     | 749 (2,524%)    |